# Legendární komentátoři
Legendární komentátoři je pořad internetové televize MALL.TV, který připravuje Pavel Zuna. Jednotlivé díly se věnují významným sportovním komentátorům v historii Československa a posléze České republiky. Průvodce pořadem popisuje životní cestu komentátora a prokládá ji některými z jeho rozhlasových či televizních sportovních přenosů.